# Johann Gottfried Grund
Johann Gottfried Grund (født 28. april 1733 i Meissen; død 20. september 1796 i
København) var en tysk-dansk billedhugger.
Han var lærling af Fr. G. B. Adam  i Berlin og kom 1757 til København,
hvor han 1761 blev hofbilledhugger. Han
arbejdede også for kongelig regning både som
stenhugger og stukkatør.
Grund har efter Jørgen Garnaas' forlæg udført sandstensfigurerne i
Nordmandsdalen i Fredensborg Slotshave, den store
søjle i samme dal og to små sandstensbørn i lunden ved slottet.
I Petri Kirkes gravkapel er der fire store marmorsarkofager af Grund
i Stampernes og Wibernes kapeller.
Hans store Argusgruppe i Fredensborg og andre af hans værker er gået til grunde.
De gamle skulpturer fra Nordmandsdalen er fra 2002 placeret i Kongernes Lapidarium i Christian 4.s Bryghus, og nye kopier af billedhuggeren Erik Erlandsen blev opstillet i dalen.

## Galleri
| Statuer fra 'Kongernes Lapidarium'                                            |
| - Brud fra Vinje - Brudgom fra Vinje - Brud og brudgom fra Eiland på Færøerne |